# Tour International de la Wilaya d'Oran
Il Tour International de la Wilaya d'Oran (lett. "Giro Internazionale della Provincia di Orano") è una corsa a tappe maschile di ciclismo su strada che si svolge in Algeria ogni anno nel mese di maggio. Nata nel 2015 come Tour Internationale d'Oranie, è subito entrata a far parte dell'UCI Africa Tour come evento di classe 2.2.

## Albo d'oro
Aggiornato all'edizione 2018.
| Anno | Vincitore       | Secondo           | Terzo          |
| ---- | --------------- | ----------------- | -------------- |
| 2015 | Azzedine Lagab  | Nabil Baz         | Adil Barbari   |
| 2016 | Luca Wackermann | Essaïd Abelouache | Tomas Vaitkus  |
| 2017 | non disputato   | non disputato     | non disputato  |
| 2018 | Laurent Évrard  | Davide Rebellin   | Azzedine Lagab |